# Elecciones al Parlamento de Galicia de 2009

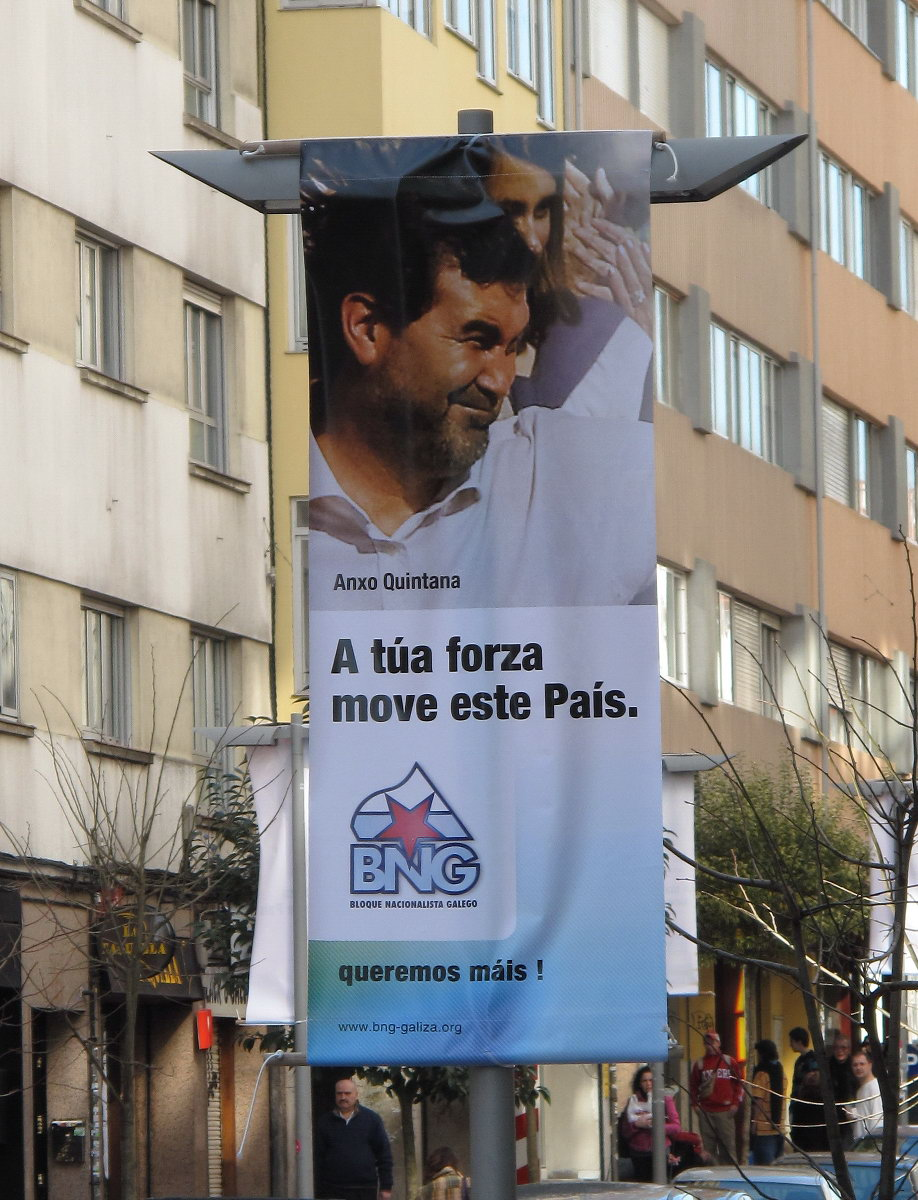
Carteles electorales del BNG. febrero de 2009 en Santiago de Compostela.

Las elecciones al Parlamento de Galicia de 2009, que abrieron el paso a la VIII legislatura, se celebraron el día 1 de marzo de 2009, el mismo día que las elecciones al Parlamento Vasco. La fecha de las elecciones fue fijada por el presidente de la Junta de Galicia, Emilio Pérez Touriño, varias semanas antes de que lo hiciera el lehendakari vasco, Juan José Ibarretxe.
En estas elecciones, y a pesar de que la suma del Partido Socialista y el Bloque Nacionalista Galego obtuvo un mayor número de votos, el Partido Popular de Galicia logró arrebatar un escaño al Bloque, lo que le permitió alcanzar la mayoría absoluta en el Parlamento de Galicia y acabar, así, con el Gobierno de Emilio Pérez Touriño.

## Contexto
Las elecciones se realizaron tres meses antes de agotarse la legislatura (las últimas fueron en junio de 2005), aunque durante el verano hubo insistentes rumores de que las elecciones tendrían lugar en otoño de 2008.

## Candidatos
Los candidatos a la presidencia de la Junta de Galicia fueron:
- Alberto Núñez Feijoo, por el Partido Popular;[3]
- Emilio Pérez Touriño, anterior presidente, por el PSdeG-PSOE;[4]
- Anxo Quintana, anterior vicepresidente, por el Bloque Nacionalista Galego.[5]

De entre los extraparlamentarios que obtuvieron resultados significativos en las anteriores elecciones, los candidatos fueron:
- Yolanda Díaz, por Esquerda Unida;[7]
- Xoán Gato por Terra Galega;[8]
- Xermán Tobío, por Máis Galicia, la coalición entre el Partido Galeguista y la facción disidente de Terra Galega;[9]
- Xosé Luís Méndez Ferrín, por Frente Popular Galega (FPG).[10]

### Candidatos por circunscripciones
En las elecciones al Parlamento de Galicia existen cuatro circunscripciones: las provincias de La Coruña (24 diputados), Lugo (15 diputados), Orense (14 diputados) y Pontevedra (22 diputados). Aunque hay un gran número de electores censados en el extranjero, estos no tienen circunscripción propia.
| Candidatos por circunscripciones |                    |                               |                          |                           |
| Partido                          | La Coruña          | Lugo                          | Orense                   | Pontevedra                |
| PP                               | Carlos Negreira    | Raquel Arias                  | Carmen Pardo             | Alberto Núñez Feijoo      |
| PSdeG-PSOE                       | Mar Barcón         | Ricardo Varela                | Manuel Vázquez Fernández | Emilio Pérez Touriño      |
| BNG                              | Anxo Quintana      | Fernando Blanco Álvarez       | Alfredo Suárez Canal     | Teresa Táboas             |
| Esquerda Unida                   | Yolanda Díaz       | Carlos Portomeñe              | Carmen Iglesias Sueiro   | Juan Fajardo              |
| TeGa                             | Xoán Gato          | Melina Paz                    | Javier Novoa             | María Isabel Barros       |
| Máis Galicia                     | Xermán Tobío       | Ramón López Díaz              | -                        | Alfredo Bea               |
| UPyD                             | José Anido         | Luis Alejandro Pérez de Llano | Aser García              | Andrés Wenceslao Mosquera |
| FPG                              | Xiana López Penedo | Xosé Manuel Seixas            | Brais Fidalgo            | Xosé Luís Méndez Ferrín   |

También se presentaron los siguientes partidos o coaliciones: en las cuatro circunscriciones Por un Mundo más Justo, Nós-Unidade Popular y Partido Humanista; además, Os Verdes - Grupo Verde solo en La Coruña y en Pontevedra; Falange Española de las JONS y Galicia Unida en Lugo y Orense; Unión Centrista Liberal, Solidaridad y Autogestión Internacionalista y Asamblea de Votación Electrónica solo en La Coruña; Democracia Ourensana solo en Orense y Partido Social y Democrático de Derecho solo en Pontevedra.

## Encuestas
| Partido    | Medio fecha                                | Medio fecha                                | Medio fecha                                | Medio fecha                | Medio fecha                | Medio fecha                | Medio fecha                  | Medio fecha                  | Medio fecha                  | Medio fecha                             | Medio fecha                             | Medio fecha                             | Medio fecha                           | Medio fecha                           | Medio fecha                           | Medio fecha                    | Medio fecha                    | Medio fecha                    | Medio fecha                  | Medio fecha                  | Medio fecha                  |
| Partido    | La Voz de Galicia 19 de septiembre de 2008 | La Voz de Galicia 19 de septiembre de 2008 | La Voz de Galicia 19 de septiembre de 2008 | Xornal 18 de enero de 2009 | Xornal 18 de enero de 2009 | Xornal 18 de enero de 2009 | La Razón 18 de enero de 2009 | La Razón 18 de enero de 2009 | La Razón 18 de enero de 2009 | Antena 3 Televisión 22 de enero de 2009 | Antena 3 Televisión 22 de enero de 2009 | Antena 3 Televisión 22 de enero de 2009 | La Voz de Galicia 25 de enero de 2009 | La Voz de Galicia 25 de enero de 2009 | La Voz de Galicia 25 de enero de 2009 | La Región 1 de febrero de 2009 | La Región 1 de febrero de 2009 | La Región 1 de febrero de 2009 | Público 2 de febrero de 2009 | Público 2 de febrero de 2009 | Público 2 de febrero de 2009 |
| Partido    | %                                          | Escaños                                    | Dif.                                       | %                          | Escaños                    | Dif.                       | %                            | Escaños                      | Dif.                         | %                                       | Escaños                                 | Dif.                                    | %                                     | Escaños                               | Dif.                                  | %                              | Escaños                        | Dif.                           | %                            | Escaños                      | Dif.                         |
| PP         | 43                                         | 35                                         | -2                                         | 40,8                       | 33-34                      | -3/-4                      | 44,4                         | 35-37                        | -2/0                         | 41,2                                    | 35-36                                   | -1/-2                                   | 42,8                                  | 35                                    | -2                                    |                                | 37-38                          | =/+1                           | 43,6                         | 35-36                        | -2/-1                        |
| PSdeG-PSOE | 30,8                                       | 26                                         | +1                                         | 34,3                       | 25-26                      | +1/=                       | 32                           | 24-25                        | -1/=                         | 34,9                                    | 26-27                                   | +1/+2                                   | 31,7                                  | 26                                    | +1                                    |                                | 25-26                          | =/+1                           | 32,6                         | 25-26                        | =/+1                         |
| BNG        | 18,3                                       | 14                                         | +1                                         | 21,7                       | 16                         | +3                         | 20,1                         | 14-15                        | +1/+2                        | 19,4                                    | 13                                      | =                                       | 18,5                                  | 14                                    | +1                                    |                                | 11-13                          | -2/=                           | 19,5                         | 14                           | +1                           |
| Otros      | -                                          | 0                                          | =                                          | -                          | 0                          | =                          | -                            | 0                            | =                            | 4,5                                     | 0                                       | =                                       | ?                                     | 0                                     | =                                     |                                | 0                              | =                              |                              | 0                            | =                            |

| Partido    | Medio fecha                 | Medio fecha                 | Medio fecha                 | Medio fecha                      | Medio fecha                      | Medio fecha                      | Medio fecha                      | Medio fecha                      | Medio fecha                      | Medio fecha               | Medio fecha               | Medio fecha               | Medio fecha                     | Medio fecha                     | Medio fecha                     | Medio fecha                             | Medio fecha                             | Medio fecha                             | Medio fecha                             | Medio fecha                             | Medio fecha                             |
| Partido    | Xornal 8 de febrero de 2009 | Xornal 8 de febrero de 2009 | Xornal 8 de febrero de 2009 | El Progreso 8 de febrero de 2009 | El Progreso 8 de febrero de 2009 | El Progreso 8 de febrero de 2009 | Cadena SER 12 de febrero de 2009 | Cadena SER 12 de febrero de 2009 | Cadena SER 12 de febrero de 2009 | CIS 12 de febrero de 2009 | CIS 12 de febrero de 2009 | CIS 12 de febrero de 2009 | La Región 15 de febrero de 2009 | La Región 15 de febrero de 2009 | La Región 15 de febrero de 2009 | La Voz de Galicia 15 de febrero de 2009 | La Voz de Galicia 15 de febrero de 2009 | La Voz de Galicia 15 de febrero de 2009 | Xornal de Galicia 15 de febrero de 2009 | Xornal de Galicia 15 de febrero de 2009 | Xornal de Galicia 15 de febrero de 2009 |
| Partido    | %                           | Escaños                     | Dif.                        | %                                | Escaños                          | Dif.                             | %                                | Escaños                          | Dif.                             | %                         | Escaños                   | Dif.                      | %                               | Escaños                         | Dif.                            | %                                       | Escaños                                 | Dif.                                    | %                                       | Escaños                                 | Dif.                                    |
| PP         | 43,2                        | 34-35                       | -3/-2                       | 43,2                             | 35                               | -2                               | 44                               | 34-36                            | -3/-1                            | 43,1                      | 35-36                     | -2/-1                     | -                               | 36-38                           | -1/+1                           | 42,4                                    | 35                                      | -2                                      | -                                       | 35                                      | -2                                      |
| PSdeG-PSOE | 31,7                        | 24-25                       | -1/=                        | 32,5                             | 26                               | +1                               | 34                               | 25-27                            | =/+2                             | 33,2                      | 27                        | +2                        | -                               | 27                              | +2                              | 32,1                                    | 27                                      | +2                                      | -                                       | 24                                      | -1                                      |
| BNG        | 21,6                        | 16                          | +3                          | 19,0                             | 14                               | +1                               | 18                               | 14                               | +1                               | 18,3                      | 12-13                     | -1/=                      | -                               | 12/13                           | =/-1                            | 18,4                                    | 13                                      | =                                       | -                                       | 16                                      | +3                                      |
| Otros      |                             | 0                           | =                           | 4,0                              | 0                                | =                                |                                  |                                  |                                  |                           |                           |                           |                                 |                                 |                                 |                                         |                                         |                                         |                                         |                                         |                                         |

| Partido    | Medio fecha                    | Medio fecha                    | Medio fecha                    | Medio fecha                             | Medio fecha                             | Medio fecha                             | Medio fecha                             | Medio fecha                             | Medio fecha                             | Medio fecha                             | Medio fecha                             | Medio fecha                             | Medio fecha                             | Medio fecha                             | Medio fecha                             | Medio fecha                               | Medio fecha                               | Medio fecha                               | Medio fecha                             | Medio fecha                             | Medio fecha                             |
| Partido    | La Razón 16 de febrero de 2009 | La Razón 16 de febrero de 2009 | La Razón 16 de febrero de 2009 | La Voz de Galicia 16 de febrero de 2009 | La Voz de Galicia 16 de febrero de 2009 | La Voz de Galicia 16 de febrero de 2009 | La Voz de Galicia 17 de febrero de 2009 | La Voz de Galicia 17 de febrero de 2009 | La Voz de Galicia 17 de febrero de 2009 | La Voz de Galicia 18 de febrero de 2009 | La Voz de Galicia 18 de febrero de 2009 | La Voz de Galicia 18 de febrero de 2009 | La Voz de Galicia 19 de febrero de 2009 | La Voz de Galicia 19 de febrero de 2009 | La Voz de Galicia 19 de febrero de 2009 | Antena 3 Televisión 19 de febrero de 2009 | Antena 3 Televisión 19 de febrero de 2009 | Antena 3 Televisión 19 de febrero de 2009 | La Voz de Galicia 20 de febrero de 2009 | La Voz de Galicia 20 de febrero de 2009 | La Voz de Galicia 20 de febrero de 2009 |
| Partido    | %                              | Escaños                        | Dif.                           | %                                       | Escaños                                 | Dif.                                    | %                                       | Escaños                                 | Dif.                                    | %                                       | Escaños                                 | Dif.                                    | %                                       | Escaños                                 | Dif.                                    | %                                         | Escaños                                   | Dif.                                      | %                                       | Escaños                                 | Dif.                                    |
| PP         | 44,1                           | 35                             | -2                             | 42,1                                    | 34                                      | -3                                      | 41,9                                    | 35                                      | -2                                      | 42,6                                    | 35                                      | -2                                      | 43,1                                    | 35                                      | -2                                      | 43,5                                      | 35/37                                     | -2/=                                      | 43,0                                    | 36                                      | -1                                      |
| PSdeG-PSOE | 32,6                           | 26                             | +1                             | 31,6                                    | 27                                      | +2                                      | 31,9                                    | 26                                      | +1                                      | 31,8                                    | 26                                      | +1                                      | 30,3                                    | 26                                      | +1                                      | 32,8                                      | 24/26                                     | -1/+1                                     | 30,2                                    | 25                                      | =                                       |
| BNG        | 19,8                           | 14                             | +1                             | 19,1                                    | 14                                      | +1                                      | 19,2                                    | 14                                      | +1                                      | 18,9                                    | 14                                      | +1                                      | 18,7                                    | 14                                      | +1                                      | 19,5                                      | 13/15                                     | -1/+1                                     | 19,2                                    | 14                                      | +1                                      |
| Otros      | -                              | 0                              | =                              | -                                       | 0                                       | =                                       | -                                       | 0                                       | =                                       | -                                       | 0                                       | =                                       | -                                       | 0                                       | =                                       | -                                         | 0                                         | =                                         | -                                       | 0                                       | =                                       |

| Partido    | Medio fecha                             | Medio fecha                             | Medio fecha                             | Medio fecha                   | Medio fecha                   | Medio fecha                   | Medio fecha                | Medio fecha                | Medio fecha                | Medio fecha                             | Medio fecha                             | Medio fecha                             | Medio fecha                             | Medio fecha                             | Medio fecha                             | Medio fecha                        | Medio fecha                        | Medio fecha                        | Medio fecha                   | Medio fecha                   | Medio fecha                   |
| Partido    | La Voz de Galicia 21 de febrero de 2009 | La Voz de Galicia 21 de febrero de 2009 | La Voz de Galicia 21 de febrero de 2009 | Público 21 de febrero de 2009 | Público 21 de febrero de 2009 | Público 21 de febrero de 2009 | ABC 22 de febrero de 2009f | ABC 22 de febrero de 2009f | ABC 22 de febrero de 2009f | La Voz de Galicia 22 de febrero de 2009 | La Voz de Galicia 22 de febrero de 2009 | La Voz de Galicia 22 de febrero de 2009 | El Correo Gallego 22 de febrero de 2009 | El Correo Gallego 22 de febrero de 2009 | El Correo Gallego 22 de febrero de 2009 | Faro de Vigo 22 de febrero de 2009 | Faro de Vigo 22 de febrero de 2009 | Faro de Vigo 22 de febrero de 2009 | El País 22 de febrero de 2009 | El País 22 de febrero de 2009 | El País 22 de febrero de 2009 |
| Partido    | %                                       | Escaños                                 | Dif.                                    | %                             | Escaños                       | Dif.                          | %                          | Escaños                    | Dif.                       | %                                       | Escaños                                 | Dif.                                    | %                                       | Escaños                                 | Dif.                                    | %                                  | Escaños                            | Dif.                               | %                             | Escaños                       | Dif.                          |
| PP         | 42,5                                    | 36                                      | -1                                      | 45,3                          | 36-37                         | -1/=                          | 45,7                       | 37-38                      | =/+1                       | 42,3                                    | 36                                      | -1                                      | 43,1                                    | 35-37                                   | -2/=                                    | 43,6                               | 35-36                              | -2/-1                              | 44,1                          | 36                            | -1                            |
| PSdeG-PSOE | 28,8                                    | 26                                      | +1                                      | 30,2                          | 23-24                         | -2/-1                         | 28,5                       | 22-23                      | -3/-2                      | 29,2                                    | 26                                      | +1                                      | 32,4                                    | 24-25                                   | -1/=                                    | 33,0                               | 26-27                              | +1/+2                              | 33,8                          | 25-27                         | =/+2                          |
| BNG        | 18,7                                    | 13                                      | =                                       | 19,4                          | 14-16                         | +1/+3                         | 21,6                       | 15-16                      | +2/+3                      | 18,8                                    | 13                                      | =                                       | 20,9                                    | 14-15                                   | +1/+2                                   | 17,5                               | 13-14                              | =/+1                               | 18,0                          | 12-14                         | -1/+1                         |
| Otros      | -                                       | 0                                       | =                                       | -                             | 0                             | =                             | -                          | 0                          | =                          | -                                       | 0                                       | =                                       | 1,5                                     | 0                                       | =                                       | -                                  | 0                                  | =                                  | -                             | 0                             | =                             |

| Partido    | Medio fecha                             | Medio fecha                             | Medio fecha                             | Medio fecha                    | Medio fecha                    | Medio fecha                    | Medio fecha                         | Medio fecha                         | Medio fecha                         | Medio fecha                       | Medio fecha                       | Medio fecha                       | Medio fecha                     | Medio fecha                     | Medio fecha                     | Horquilla |
| Partido    | Xornal de Galicia 22 de febrero de 2009 | Xornal de Galicia 22 de febrero de 2009 | Xornal de Galicia 22 de febrero de 2009 | El Mundo 22 de febrero de 2009 | El Mundo 22 de febrero de 2009 | El Mundo 22 de febrero de 2009 | La Vanguardia 22 de febrero de 2009 | La Vanguardia 22 de febrero de 2009 | La Vanguardia 22 de febrero de 2009 | El Progreso 22 de febrero de 2009 | El Progreso 22 de febrero de 2009 | El Progreso 22 de febrero de 2009 | La Región 22 de febrero de 2009 | La Región 22 de febrero de 2009 | La Región 22 de febrero de 2009 | Horquilla |
| Partido    | %                                       | Escaños                                 | Dif.                                    | %                              | Escaños                        | Dif.                           | %                                   | Escaños                             | Dif.                                | %                                 | Escaños                           | Dif.                              | %                               | Escaños                         | Dif.                            | Escaños   |
| PP         | 43,8                                    | 35                                      | -2                                      | 44,5                           | 36-38                          | -1/+1                          | 43,8                                | 35-37                               | -2/=                                | -                                 | 35-36                             | -2/-1                             | -                               | 37-38                           | =/+1                            | 33-38     |
| PSdeG-PSOE | 30,3                                    | 24                                      | -1                                      | 33,1                           | 25-26                          | =/+1                           | 31,7                                | 24-26                               | -1/+1                               | -                                 | 25-26                             | =/+1                              | -                               | 24-25                           | -1/=                            | 22-27     |
| BNG        | 19,8                                    | 16                                      | +3                                      | 18,3                           | 12-13                          | -1/=                           | 19,9                                | 13-15                               | =/+2                                | -                                 | 14                                | +1                                | -                               | 13                              | =                               | 11-16     |
| Otros      | 3,8                                     | 0                                       | =                                       | -                              | 0                              | =                              |                                     | 0                                   | =                                   |                                   | 0                                 | =                                 |                                 | 0                               | =                               | 0         |

## Resultados

### General
(% de voto calculado sobre voto a candidaturas)
| ← Elecciones al Parlamento de Galicia de 2009 →                         |                                                      |                                                |         |       |         |     |
| Presidente y gobierno                                                   | Partido                                              | Candidato                                      | Votos   | %     | Escaños | +/- |
| - Presidente: Alberto Núñez Feijoo - Gobierno: PP - Abstención: 35,57 % | Partido Popular (PP)                                 | Alberto Núñez Feijoo                           | 789.427 | 47,47 | 38      | +1  |
| - Presidente: Alberto Núñez Feijoo - Gobierno: PP - Abstención: 35,57 % | Partido dos Socialistas de Galicia-PSOE (PSdeG-PSOE) | Emilio Pérez Touriño                           | 524.488 | 31,54 | 25      | =   |
| - Presidente: Alberto Núñez Feijoo - Gobierno: PP - Abstención: 35,57 % | Bloque Nacionalista Galego (BNG)                     | Anxo Quintana                                  | 270.712 | 16,28 | 12      | -1  |
| - Presidente: Alberto Núñez Feijoo - Gobierno: PP - Abstención: 35,57 % | Unión Progreso y Democracia (UPyD)                   | No presentó candidato formal a la Presidencia. | 23.796  | 1,43  | 0       | N/A |
| - Presidente: Alberto Núñez Feijoo - Gobierno: PP - Abstención: 35,57 % | Terra Galega (TeGa)                                  | Xoán Gato                                      | 18.726  | 1,13  | 0       | N/A |
| - Presidente: Alberto Núñez Feijoo - Gobierno: PP - Abstención: 35,57 % | Esquerda Unida (EU-IU)                               | Yolanda Díaz                                   | 16.441  | 0,99  | 0       | =   |
| - Presidente: Alberto Núñez Feijoo - Gobierno: PP - Abstención: 35,57 % | Os Verdes-Grupo Verde                                | -                                              | 5.911   | 0,36  | 0       | N/A |
| - Presidente: Alberto Núñez Feijoo - Gobierno: PP - Abstención: 35,57 % | Por un Mundo más Justo (PUM+J)                       | Rafael Manuel Fdez. Alonso                     | 3.507   | 0,21  | 0       | N/A |
| - Presidente: Alberto Núñez Feijoo - Gobierno: PP - Abstención: 35,57 % | Frente Popular Galega (FPG)                          | Xosé Luís Méndez Ferrín                        | 2.903   | 0,17  | 0       | =   |
| - Presidente: Alberto Núñez Feijoo - Gobierno: PP - Abstención: 35,57 % | Nós-Unidade Popular (Nós-UP)                         | No presentó candidato formal a la Presidencia. | 1.510   | 0,09  | 0       | =   |
| - Presidente: Alberto Núñez Feijoo - Gobierno: PP - Abstención: 35,57 % | Partido Humanista (PH)                               | -                                              | 1.227   | 0,07  | 0       | =   |
| - Presidente: Alberto Núñez Feijoo - Gobierno: PP - Abstención: 35,57 % | Democracia Ourensana (DO)                            | -                                              | 1.066   | 0,06  | 0       | =   |
| - Presidente: Alberto Núñez Feijoo - Gobierno: PP - Abstención: 35,57 % | Máis Galiciaa                                        | Xermán Tobío                                   | 923     | 0,06  | 0       | N/A |
| - Presidente: Alberto Núñez Feijoo - Gobierno: PP - Abstención: 35,57 % | Falange Española de las JONS (FE-JONS)               | -                                              | 675     | 0,04  | 0       | =   |
| - Presidente: Alberto Núñez Feijoo - Gobierno: PP - Abstención: 35,57 % | Solidaridad y Autogestión Internacionalista (SAIn)   | -                                              | 420     | 0,03  | 0       | N/A |
| - Presidente: Alberto Núñez Feijoo - Gobierno: PP - Abstención: 35,57 % | Galicia Unida (GU)                                   | -                                              | 369     | 0,02  | 0       | N/A |
| - Presidente: Alberto Núñez Feijoo - Gobierno: PP - Abstención: 35,57 % | Unión Centrista Liberal (UCL)                        | Fabián Villalabeitia Copena                    | 311     | 0,02  | 0       | N/A |
| - Presidente: Alberto Núñez Feijoo - Gobierno: PP - Abstención: 35,57 % | Partido Social y Democrático de Derecho (SDD)        | -                                              | 262     | 0,02  | 0       | =   |
| - Presidente: Alberto Núñez Feijoo - Gobierno: PP - Abstención: 35,57 % | Asamblea de Votación Electrónica (AVE)               | -                                              | 230     | 0,01  | 0       | N/A |
| - Presidente: Alberto Núñez Feijoo - Gobierno: PP - Abstención: 35,57 % | En blanco                                            | N/A                                            | 28.071  | 1,66  | N/A     | N/A |
| - Presidente: Alberto Núñez Feijoo - Gobierno: PP - Abstención: 35,57 % | Nulos                                                | N/A                                            | 15.223  | 0,89  | N/A     | N/A |

a Coalición entre Partido Galeguista y una de las facciones de Terra Galega.

### Por provincias
| Resultados por provincias |           |           |           |           |         |        |         |      |         |        |         |        |            |            |            |            |
| Partido                   | La Coruña | La Coruña | La Coruña | La Coruña | Lugo    | Lugo   | Lugo    | Lugo | Orense  | Orense | Orense  | Orense | Pontevedra | Pontevedra | Pontevedra | Pontevedra |
| Partido                   | Votos     | %         | Escaños   | +/-       | Votos   | %      | Escaños | +/-  | Votos   | %      | Escaños | +/-    | Votos      | %          | Escaños    | +/-        |
| PP                        | 304.779   | 46,41%    | 12        | +1        | 109.574 | 48,62% | 8       | =    | 109.852 | 49,05% | 7       | -1     | 265.222    | 47,63%     | 11         | +1         |
| PSdeG-PSOE                | 204.779   | 31,18%    | 8         | =         | 74.949  | 33,26% | 5       | =    | 72.144  | 32,21% | 5       | +1     | 172.616    | 31,00%     | 7          | -1         |
| BNG                       | 105.344   | 16,04%    | 4         | -1        | 33.415  | 14,83% | 2       | =    | 36.126  | 16,13% | 2       | =      | 95.827     | 17,21%     | 4          | =          |
| En blanco                 | 12.997    | 1,94%     | N/A       | N/A       | 3.831   | 1,67%  | N/A     | N/A  | 2.429   | 1,07%  | N/A     | N/A    | 8.814      | 1,56%      | N/A        | N/A        |
| Nulos                     | 5.507     | 0,82%     | N/A       | N/A       | 2.481   | 1,07%  | N/A     | N/A  | 1.704   | 0,75%  | N/A     | N/A    | 5.531      | 0,97%      | N/A        | N/A        |

## Elección e investidura del Presidente de la Junta
La votación para la investidura del Presidente de la Junta en el Parlamento de Galicia tuvo el siguiente resultado:
| Candidato                                      | Fecha                                                   | Voto       |    |    | BNG | Total |
| ---------------------------------------------- | ------------------------------------------------------- | ---------- | -- | -- | --- | ----- |
| Alberto Núñez Feijoo (PPdeG)                   | 16 de abril de 2009 Mayoría requerida: Absoluta (38/75) | Sí         | 38 |    |     | 38/75 |
| Alberto Núñez Feijoo (PPdeG)                   | 16 de abril de 2009 Mayoría requerida: Absoluta (38/75) | No         |    | 24 | 12  | 36/75 |
| Alberto Núñez Feijoo (PPdeG)                   | 16 de abril de 2009 Mayoría requerida: Absoluta (38/75) | Abstención |    |    |     | 0/75  |
| Faltó a la votación un diputado del PSdeG-PSOE |                                                         |            |    |    |     |       |